# Episodi di Supercar (quarta stagione)
La quarta e ultima stagione della serie televisiva Supercar è andata in onda negli Stati Uniti dal 20 settembre 1985 al 4 aprile 1986.
| nº | Titolo originale                  | Titolo italiano                 | Prima TV USA      | Prima TV Italia  |
| -- | --------------------------------- | ------------------------------- | ----------------- | ---------------- |
| 1  | Knight of the Juggernaut (part 1) | Formula K.I.T.T. - 1ª parte     | 20 settembre 1985 |                  |
| 2  | Knight of the Juggernaut (part 2) | Formula K.I.T.T. - 2ª parte     | 20 settembre 1985 |                  |
| 3  | K.I.T.T. Nap                      | Trappola su misura              | 27 settembre 1985 |                  |
| 4  | Sky Knight                        | Due secondi per vivere          | 18 ottobre 1985   |                  |
| 5  | Burial Ground                     | Alla ricerca del tempio perduto | 25 ottobre 1985   |                  |
| 6  | The Wrong Crowd                   | Ladro per amore                 | 1º novembre 1985  |                  |
| 7  | Knight Sting                      | Contatto mortale                | 8 novembre 1985   |                  |
| 8  | Many Happy Returns                | Per qualche candelina in meno   | 15 novembre 1985  |                  |
| 9  | Knight Racer                      | Incidenti di percorso           | 29 novembre 1985  |                  |
| 10 | Knight Behind Bars                | Alibi perfetto                  | 6 dicembre 1985   |                  |
| 11 | Knight Song                       | Lotta senza quartiere           | 13 dicembre 1985  |                  |
| 12 | The Scent of Roses                | Caccia all'uomo                 | 3 gennaio 1986    |                  |
| 13 | Killer K.I.T.T.                   | K.I.T.T. contro Michael         | 10 gennaio 1986   |                  |
| 14 | Out of the Woods                  | Legna che scotta                | 17 gennaio 1986   |                  |
| 15 | Deadly Knightshade                | L'illusionista                  | 24 gennaio 1986   |                  |
| 16 | Redemption of a Champion          | Il riscatto del campione        | 31 gennaio 1986   |                  |
| 17 | Knight of a Thousand Devils       | Attenti a quei tre              | 7 febbraio 1986   |                  |
| 18 | Hills of Fire                     | Colline in fiamme               | 14 febbraio 1986  |                  |
| 19 | Knight Flight to Freedom          | Colpo di stato                  | 21 febbraio 1986  |                  |
| 20 | Fright Knight                     | Terrore dietro le quinte        | 7 marzo 1986      | 14 febbraio 1987 |
| 21 | Knight of the Rising Sun          | Il figlio del Sol Levante       | 14 marzo 1986     | 21 febbraio 1987 |
| 22 | Voo-Doo Knight                    | La spedizione maledetta         | 4 aprile 1986     |                  |